# Joe Frazier
Joseph William „Joe“ Frazier (n. 12 ianuarie 1944, Beaufort, Carolina de Sud, SUA – d. 7 noiembrie 2011, Pennsylvania, SUA) a fost un campion mondial american de box, la categoria grea. Era poreclit Smokin' Joe („Joe, cel care dă gaz”). Înainte de a deveni profesionist, Frazier a fost campion olimpic de box amator (1964, Tokio), iar cele trei meciuri de box susținute împotriva lui Muhammad Ali aparțin meciurilor clasice din istoria boxului. Primul meci împotriva lui Muhammad Ali a fost în anul 1971, Ali neavând nici un meci timp de 3 ani din cauza Războiului din Vietnam. Meciul dintre cei doi pugiliști formidabili s-a desfășurat la Madison Square Garden în New York, ambii având palmaresul curat, zero înfrângeri. Meciul a durat 15 reprize fiind câștigat de Joe Frazier. În anul 1973, Frazier îi dă șansa lui George Foreman de a boxa pentru titlul mondial, Frazier sperând că îl va domina pe mai tânărul și mai neexperimentatul Foreman. Totul a descurs total invers pentru Frazier care a fost trimis la podea de 6 ori în cele 2 reprize cât a durat meciul, arbitrul oprind meciul în cele din urmă. Forța lui Foreman era mult prea mare pentru stilul de luptă al lui Frazier. A doua întâlnire cu Ali a fost în anul 1974, meciul fiind câștigat de Ali după 12 reprize. Apoi în anul 1975 la Manilla, Muhammad Ali îl face TKO pe Frazier după 14 reprize epuizante.

## Rezultate în boxul profesionist
| Rez.       | Rezultat general | Adversar        | Tip | Runda, timp   | Data               | Locație                                                         | Note |
| ---------- | ---------------- | --------------- | --- | ------------- | ------------------ | --------------------------------------------------------------- | --- |
| Remiză     | 32–4–1           | Floyd Cummings  | MD  | 10            | 3 decembrie 1981   | International Amphitheatre, Chicago, Illinois, U.S.             | |
| Înfrângere | 32–4             | George Foreman  | TKO | 5 (12), 2:26  | 15 iunie 1976      | Nassau Veterans Memorial Coliseum, Hempstead, New York, U.S.    | Pentru centura NABF heavyweight                                                                         |
| Înfrângere | 32–3             | Muhammad Ali    | TKO | 14 (15), 3:00 | 1 octombrie 1975   | Philippine Coliseum, Quezon City, Philippines                   | Pentru centurile WBA, WBC, The Ring, and lineal heavyweight; RTD according to some contemporary sources |
| Victorie   | 32–2             | Jimmy Ellis     | TKO | 9 (12), 0:59  | 2 martie 1975      | Junction Oval, Melbourne, Australia                             | |
| Victorie   | 31–2             | Jerry Quarry    | TKO | 5 (10), 1:37  | 17 iunie 1974      | Madison Square Garden, New York City, New York, U.S.            | |
| Înfrângere | 30–2             | Muhammad Ali    | UD  | 12            | 28 ianuarie 1974   | Madison Square Garden, New York City, New York, U.S.            | Pentru centura NABF heavyweight                                                                         |
| Victorie   | 30–1             | Joe Bugner      | PTS | 12            | 2 iulie 1973       | Earls Court Exhibition Centre, Londra, Anglia                   | |
| Înfrângere | 29–1             | George Foreman  | TKO | 2 (15), 2:26  | 22 ianuarie 1973   | National Stadium, Kingston, Jamaica                             | Pierde centurile WBA, WBC, The Ring, & lineal heavyweight                                               |
| Victorie   | 29–0             | Ron Stander     | RTD | 4 (15), 3:00  | 25 mai 1972        | Civic Auditorium, Omaha, Nebraska, U.S.                         | Păstrează centurile WBA, WBC, The Ring, & lineal heavyweight                                            |
| Victorie   | 28–0             | Terry Daniels   | TKO | 4 (15), 1:47  | 15 ianuarie 1972   | Rivergate Auditorium, New Orleans, Louisiana, U.S.              | Păstrează centurile WBA, WBC, The Ring, and lineal heavyweight                                          |
| Victorie   | 27–0             | Muhammad Ali    | UD  | 15            | 8 martie 1971      | Madison Square Garden, New York City, New York, U.S.            | Păstrează centurile WBA, WBC, and lineal heavyweight; Câștigă centura vacantă The Ring heavyweight      |
| Victorie   | 26–0             | Bob Foster      | KO  | 2 (15), 0:49  | 18 noiembrie 1970  | Cobo Arena, Detroit, Michigan, U.S.                             | Păstrează centurile WBA, WBC, and lineal heavyweight                                                    |
| Victorie   | 25–0             | Jimmy Ellis     | RTD | 4 (15)        | 16 februarie 1970  | Madison Square Garden, New York City, New York, U.S.            | Păstrează centura NYSAC heavyweight; Câștigă centurile WBA, vacant WBC & lineal heavyweight             |
| Victorie   | 24–0             | Jerry Quarry    | RTD | 7 (15), 3:00  | 23 iunie 1969      | Madison Square Garden, New York City, New York, U.S.            | Păstrează centura NYSAC heavyweight                                                                     |
| Victorie   | 23–0             | Dave Zyglewicz  | KO  | 1 (15), 1:36  | 22 aprilie 1969    | Sam Houston Coliseum, Houston, Texas, U.S.                      | Păstrează centura NYSAC heavyweight                                                                     |
| Victorie   | 22–0             | Oscar Bonavena  | UD  | 15            | 10 decembrie 1968  | Spectrum, Philadelphia, Pennsylvania, U.S.                      | Păstrează centura NYSAC heavyweight                                                                     |
| Victorie   | 21–0             | Manuel Ramos    | TKO | 2 (15), 3:00  | 24 iunie 1968      | Madison Square Garden, New York City, New York, U.S.            | Păstrează centura NYSAC heavyweight                                                                     |
| Victorie   | 20–0             | Buster Mathis   | TKO | 11 (15), 2:33 | 4 martie 1968      | Madison Square Garden, New York City, New York, U.S.            | Câștigă centura vacantă NYSAC heavyweight                                                               |
| Victorie   | 19–0             | Marion Connor   | TKO | 3 (10), 1:40  | 18 decembrie 1967  | Boston Garden, Boston, Massachusetts, U.S.                      | |
| Victorie   | 18–0             | Tony Doyle      | TKO | 2 (10), 1:04  | 17 octombrie 1967  | Spectrum, Philadelphia, Pennsylvania, U.S.                      | |
| Victorie   | 17–0             | George Chuvalo  | TKO | 4 (10), 0:16  | 19 iulie 1967      | Madison Square Garden, New York City, New York, U.S.            | |
| Victorie   | 16–0             | George Johnson  | UD  | 10            | 4 mai 1967         | Grand Olympic Auditorium, Los Angeles, California, U.S.         | |
| Victorie   | 15–0             | Jefferson Davis | TKO | 5 (10), 0:48  | 11 aprilie 1967    | Auditorium, Miami Beach, Florida, U.S.                          | |
| Victorie   | 14–0             | Doug Jones      | KO  | 6 (10), 2:28  | 21 februarie 1967  | Convention Hall, Philadelphia, Pennsylvania, U.S.               | |
| Victorie   | 13–0             | Eddie Machen    | TKO | 10 (10), 0:22 | 21 noiembrie 1966  | Grand Olympic Auditorium, Los Angeles, California, U.S.         | |
| Victorie   | 12–0             | Oscar Bonavena  | SD  | 10            | 21 septembrie 1966 | Madison Square Garden, New York City, New York, U.S.            | |
| Victorie   | 11–0             | Billy Daniels   | RTD | 6 (10)        | 25 iulie 1966      | Convention Hall, Philadelphia, Pennsylvania, U.S.               | |
| Victorie   | 10–0             | Al Jones        | KO  | 1 (10), 2:33  | 26 mai 1966        | Grand Olympic Auditorium, Los Angeles, California, U.S.         | |
| Victorie   | 9–0              | Chuck Leslie    | KO  | 3 (10), 2:47  | 19 mai 1966        | Grand Olympic Auditorium, Los Angeles, California, U.S.         | |
| Victorie   | 8–0              | Don Smith       | KO  | 3 (10), 1:09  | 28 aprilie 1966    | Civic Arena, Pittsburgh, Pennsylvania, U.S.                     | |
| Victorie   | 7–0              | Charley Polite  | TKO | 2 (10), 0:55  | 4 aprilie 1966     | Hotel Philadelphia Auditorium, Philadelphia, Pennsylvania, U.S. | |
| Victorie   | 6–0              | Dick Wipperman  | TKO | 5 (8), 2:58   | 4 martie 1966      | Madison Square Garden, New York City, New York, U.S.            | |
| Victorie   | 5–0              | Mel Turnbow     | KO  | 1 (8), 1:41   | 17 martie 1966     | Convention Hall, Philadelphia, Pennsylvania, U.S.               | |
| Victorie   | 4–0              | Abe Davis       | KO  | 1 (8), 2:38   | 11 noiembrie 1965  | Philadelphia Auditorium, Philadelphia, Pennsylvania, U.S.       | |
| Victorie   | 3–0              | Ray Staples     | TKO | 2 (6), 2:06   | 28 septembrie 1965 | Convention Hall, Philadelphia, Pennsylvania, U.S.               | |
| Victorie   | 2–0              | Mike Bruce      | TKO | 3 (6), 1:39   | 20 septembrie 1965 | Convention Hall, Philadelphia, Pennsylvania, U.S.               | |
| Victorie   | 1–0              | Woody Goss      | TKO | 1 (6), 1:42   | 16 august 1965     | Convention Hall, Philadelphia, Pennsylvania, U.S.               | Debut profesionist                                                                                      |